# Chiastophyllum oppositifolium
Chiastophyllum es un género monotípico de plantas con flores con una especie, perteneciente a la familia Crassulaceae.  Su única especie: Chiastophyllum oppositifolium, es endémica del Cáucaso.

## Descripción
Es una planta herbácea que alcanza los 15–20 cm de altura y 15 cm de ancho. Tiene las inflorescencias en racimos de flores amarilla.
Chiastophyllum oppositifolium ha ganado el Award of Garden Merit de la Royal Horticultural Society.

## Taxonomía
Chiastophyllum oppositifolium fue descrita por (Ledeb. ex Nordm.) A.Berger y publicado en Die natürlichen Pflanzenfamilien, Zweite Auflage 18a: 419. 1930.
Sinonimia
- Cotyledon oppositifolia Ledeb. ex Nordm.
- Umbilicus oppositifolius Ledeb.[3]